# Kanton Strasbourg-7
Strasbourg-7 is een voormalig kanton van het Franse departement Bas-Rhin. Het kanton maakte deel uit van het arrondissement Straatsburg-Stad.
Het kanton omvatte uitsluitend een deel van de gemeente Straatsburg (wijken Meinau en ten westen van Neudorf).